# 早稲田柳右衛門

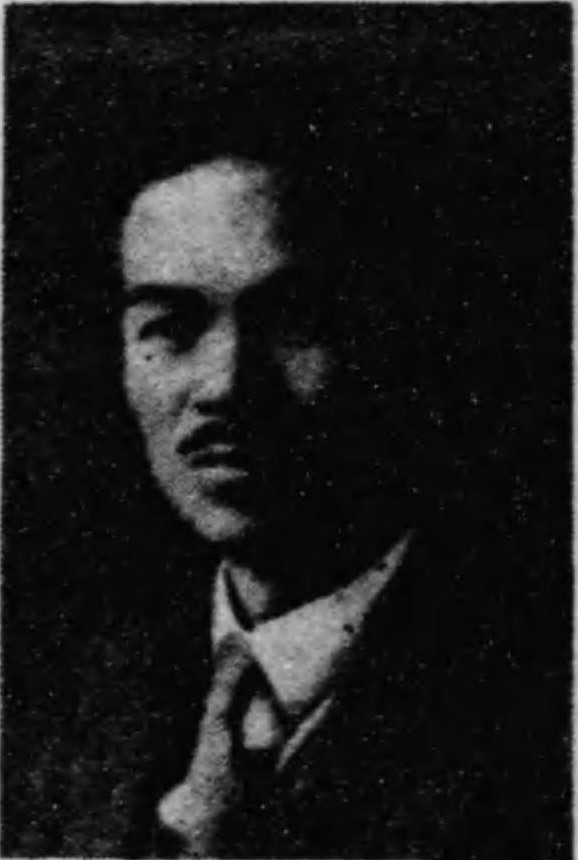
早稲田柳右衛門

早稲田 柳右衛門（わせだ りゅうえもん、1900年2月25日 - 1984年4月15日）は、日本の政治家。衆議院議員（12期）。

## 略歴
愛知県小牧市出身。享栄商業学校卒業。1929年、瀬戸市会議員となる。
1946年、第22回衆議院議員総選挙に愛知県第1区から日本進歩党公認で立候補し初当選。1947年、第23回衆議院議員総選挙に旧愛知2区から民主党公認で立候補し再選。
1954年、保全経済会の顧問に就任していたため、保全経済会事件に関して、衆議院議員の平野力三、東洋大学教授の松本信次とともに証人喚問される。
1955年、第2次鳩山一郎内閣郵政政務次官。1960年、自民党愛知県連の初代会長に就任。13年間務める。1970年、勲一等瑞宝章を受章。1975年、勲一等旭日大綬章を受章。1976年、第34回衆議院議員総選挙には立候補せず政界引退した。
1984年4月15日、死去。瀬戸市で合同市民葬が行われる。

## その他
- 毎年、「故・早稲田柳右エ門先生を偲ぶ会」が開かれている

## 元秘書
- 水平豊彦（元衆議院議員）